# Burn Burn
«Burn Burn»  es el primer sencillo de Start Something, el segundo álbum de la banda galesa de rock Lostprophets. El vídeo del sencillo, fue filmado en The Roundhouse, Camden, Londres.

## Recepción
"Burn Burn", fue lanzado en invierno de 2003, y se convirtió en una de las canciones más exitosas de Start Something en las listas de rock. "Burn Burn" llegó al puesto 81 en las listas alemanas, y al 48 en la lista de sencillos de Australia. "Last Train Home" es su segundo sencillo en aparecer en las listas de EE. UU. (el primero fue "Shinobi vs Dragón Ninja"). "Burn Burn" es su única aparición en Alemania.
Dan Martin, de NME, dijo "todavía es metal, pero maravilla cómo, el sencillo "Burn Burn", brilla más con el espíritu del glam, que con el riff rock bajado de afinación." Kirk Miller, de la revista Rolling Stone, dijo "temas destacados, como "Last Train Home" y "Burn Burn", insinúan algo increíble. Mientras tanto, es un tributo increíble".
La pista "Lucky You", tuvo más de 250.000 reproducciones en Last.FM, y es uno de los temas más populares de la banda que no aparece en un álbum de estudio.

## Listado de canciones
CD1
| CD1 |                                           |          |  |
| N.º | Título                                    | Duración |  |
| 1.  | «Burn Burn» (radio edit)                  | 3:26     |  |
| 2.  | «Our Broken Hearts» (escena de Top Gun 2) | 3:19     |  |
| 3.  | «Like a Fire» (demo)                      | 4:03     |  |

| Enhanced materials |                                   |          |  |
| N.º                | Título                            | Duración |  |
| 1.                 | «Burn Burn» (vídeo musical)       | 3:21     |  |
| 2.                 | «Burn Burn» (contenido de letras) | 3:26     |  |
| 3.                 | «Photo Gallery» (slideshow)       |          |  |

CD2
| CD2 |                                               |          |  |
| N.º | Título                                        | Duración |  |
| 1.  | «Burn Burn» (radio edit)                      | 3:26     |  |
| 2.  | «Lucky You»                                   | 4:34     |  |
| 3.  | «Push Out the Jive, Bring in the Love» (demo) | 3:26     |  |

Vinyl
| Vinyl |                            |          |  |
| N.º   | Título                     | Duración |  |
| 1.    | «Burn Burn» (radio edit)   | 3:26     |  |
| 2.    | «Our Broken Hearts» (demo) | 3:19     |  |

## Posiciones
| Chart (2003)             | Peak posición |
| ------------------------ | ------------- |
| Australian Singles Chart | 48            |
| German Singles Chart     | 81            |
| UK Singles Chart         | 17            |

## Personal
- Ian Watkins - voz principal
- Jamie Oliver - sintetizador, tornamesa
- Lee Gaze - guitarra principal
- Mike Lewis - guitarra rítmica
- Stuart Richardson - bajo
- Mike Chiplin - batería

## En otras apariciones
"Burn Burn" apareció en la banda sonora del videojuego deportivo FIFA Football 2004.